# Los Angeles Rams 1981
La stagione 1981 dei Los Angeles Rams è stata la 44ª della franchigia nella National Football League e la 36ª a Los Angeles Prima dell'inizio della stagione i Rams erano indicati come una possibile partecipante al Super Bowl ma il loro quarterback Vince Ferragamo, che li aveva portati al Super Bowl XIV e aveva stabilito un record di franchigia di 30 touchdown la stagione precedente, decise di passare ai Montreal Alouettes della Canadian Football League. Pat Haden fu nominato così titolare ma fu scarsamente efficace e con un record di 6 vittorie e 10 sconfitte la squadra mancò i playoff per la prima volta dal 1972.

## Scelte nel Draft 1981
| Giro | Giocatore        | Scelta | Ruolo | College       |
| ---- | ---------------- | ------ | ----- | ------------- |
| 1    | Mel Owens        | 9      | LB    | Michigan      |
| 2    | Jim Collins      | 43     | LB    | Syracuse      |
| 3    | Greg Meisner     | 63     | NT    | Pittsburgh    |
| 3    | Robert Cobb      | 66     | DE    | Arizona       |
| 4    | George Lilja     | 104    | G     | Michigan      |
| 6    | William Daniels  | 158    | DT    | Alabama St.   |
| 7    | Ron Battle       | 175    | TE    | North Texas   |
| 7    | Mike Clark       | 190    | DE    | Florida       |
| 8    | Art Plunkett     | 216    | T     | UNLV          |
| 9    | Ron Seawell      | 242    | LB    | Portland St.  |
| 10   | Robert Alexander | 269    | RB    | West Virginia |
| 11   | Marcellus Greene | 296    | DB    | Arizona       |
| 12   | Jairo Penaranda  | 328    | RB    | UCLA          |

## Roster
| Roster dei Los Angeles Rams nel 1981 |
| --- |
| Quarterback - 11 Pat Haden - 9 Jeff Kemp - 10 Dan Pastorini Running Back - 32 Cullen Bryant - 44 Mike Guman - 22 Jairo Penaranda - 33 Jewerl Thomas - 26 Wendell Tyler Wide Receiver - 88 Preston Dennard - 85 Drew Hill - 82 Willie Miller - 86 Jeff Moore - 80 Billy Waddy Tight End - 84 Walt Arnold - 83 Henry Childs Offensive Linemen - 62 Bill Bain G/T - 60 Dennis Harrah G - 72 Kent Hill G - 73 Phil McKinnely T - 75 Irv Pankey T - 61 Rich Saul C - 78 Jackie Slater T - 56 Doug Smith C Defensive Linemen - 90 Larry Brooks DT - 71 Reggie Doss DE - 79 Mike Fanning DT - 76 Cody Jones DT - 69 Greg Meisner DE - 85 Jack Youngblood DE Linebacker - 52 George Andrews - 50 Jim Collins - 55 Carl Ekern - 51 Joe Harris - 58 Mel Owens - 53 Jim Youngblood Defensive Back - 21 Nolan Cromwell FS - 47 LeRoy Irvin CB - 20 Johnnie Johnson SS - 49 Rod Perry CB - 23 Lucious Smith CB - 37 Ivory Sully CB - 27 Pat Thomas CB Special Team - 3 Frank Corral K/P               |
| Legenda - I rookie sono in corsivo. - Il primo ruolo è il principale mentre gli eventuali successivi indicano i ruoli secondari. - (IR) sta per Injured Reserve ed indica la lista ristretta per un solo giocatore infortunato che può tornare ad allenarsi dopo la settimana 6 e a rientrare in prima squadra dopo che questa ha giocato 8 partite. - (NF-Inj.) / (NF-Ill.) stanno rispettivamente per Non-Football Injured e Non-Football Illness ed indicano le liste dove viene inserito un giocatore che ha un infortunio o una malattia non dipendente dal football americano. - (PUP) sta per Physically Unable to Perform ed indica la lista dove viene inserito un giocatore mentre è in attesa di recuperare la condizione fisica. Nella stagione regolare dopo la sesta partita giocata dalla propria squadra, il giocatore ha tempo tre settimane per riprendere ad allenarsi, più tre settimane aggiuntive dal suo rientro agli allenamenti per rientrare in prima squadra. |

## Calendario

### Stagione regolare
| Stagione regolare |                        |           |
| Turno             | Avversario             | Risultato |
| 1                 | Houston Oilers         | S 27–20   |
| 2                 | at New Orleans Saints  | S 23–17   |
| 3                 | Green Bay Packers      | V 35–23   |
| 4                 | at Chicago Bears       | V 24–7    |
| 5                 | Cleveland Browns       | V 27–16   |
| 6                 | at Atlanta Falcons     | V 37–35   |
| 7                 | at Dallas Cowboys      | S 29–17   |
| 8                 | at San Francisco 49ers | S 20–17   |
| 9                 | Detroit Lions          | V 20–13   |
| 10                | New Orleans Saints     | S 21–13   |
| 11                | at Cincinnati Bengals  | S 24–10   |
| 12                | San Francisco 49ers    | S 33–31   |
| 13                | at Pittsburgh Steelers | S 24–0    |
| 14                | at New York Giants     | S 10–7    |
| 15                | Atlanta Falcons        | V 21–16   |
| 16                | Washington Redskins    | S 30–7    |

## Classifiche
| NFC West               |    |    |   |      |     |      |     |     |     |
|                        | V  | S  | P | %    | DIV | CONF | PF  | PS  | STR |
| San Francisco 49ers(1) | 13 | 3  | 0 | .813 | 5–1 | 10–2 | 357 | 250 | V5  |
| Atlanta Falcons        | 7  | 9  | 0 | .438 | 3–3 | 6–6  | 426 | 355 | S3  |
| Los Angeles Rams       | 6  | 10 | 0 | .375 | 2–4 | 5–7  | 303 | 351 | S1  |
| New Orleans Saints     | 4  | 12 | 0 | .250 | 2–4 | 2–10 | 207 | 378 | S4  |